# Sant'Agostino nello studio (Carpaccio)
Sant'Agostino nello studio o Visione di sant'Agostino è un dipinto a tempera su tela (141x210 cm) di Vittore Carpaccio, datato 1502 e conservato nella Scuola di San Giorgio degli Schiavoni a Venezia.

## Storia
Carpaccio, al culmine della propria carriera, venne chiamato dalla Scuola "minore" degli Schiavoni, cioè dei Dalmati residenti o di passaggio a Venezia, per dipingere un ciclo di sette teleri sulle storie dei santi protettori della confraternita (Giorgio, Girolamo e Trifone) a cui si aggiunsero altre due tele fuori della serie con Storie evangeliche. Il lavoro per gli Schiavoni iniziò nel 1502 e terminò nel 1507. 

## Descrizione
La tela con la Visione di sant'Agostino è la più celebre della serie, nonché uno dei capolavori a cui è legata la fama dell'artista. All'episodio è legato san Girolamo, che apparve ad Agostino per avvertirlo della propria morte imminente e ascesa in cielo. 
L'artista ha rappresentato il santo africano nel proprio studio, mentre viene distratto dalla lettura dalla voce di Girolamo, che gli appare in forma luminosa dalla finestra accanto allo scrittoio. Il miracoloso annuncio viene ambientato nella stanza di un colto e raffinato umanista del tempo, rappresentata con la cura meticolosa dei dettagli che caratterizza le opere dell'artista.

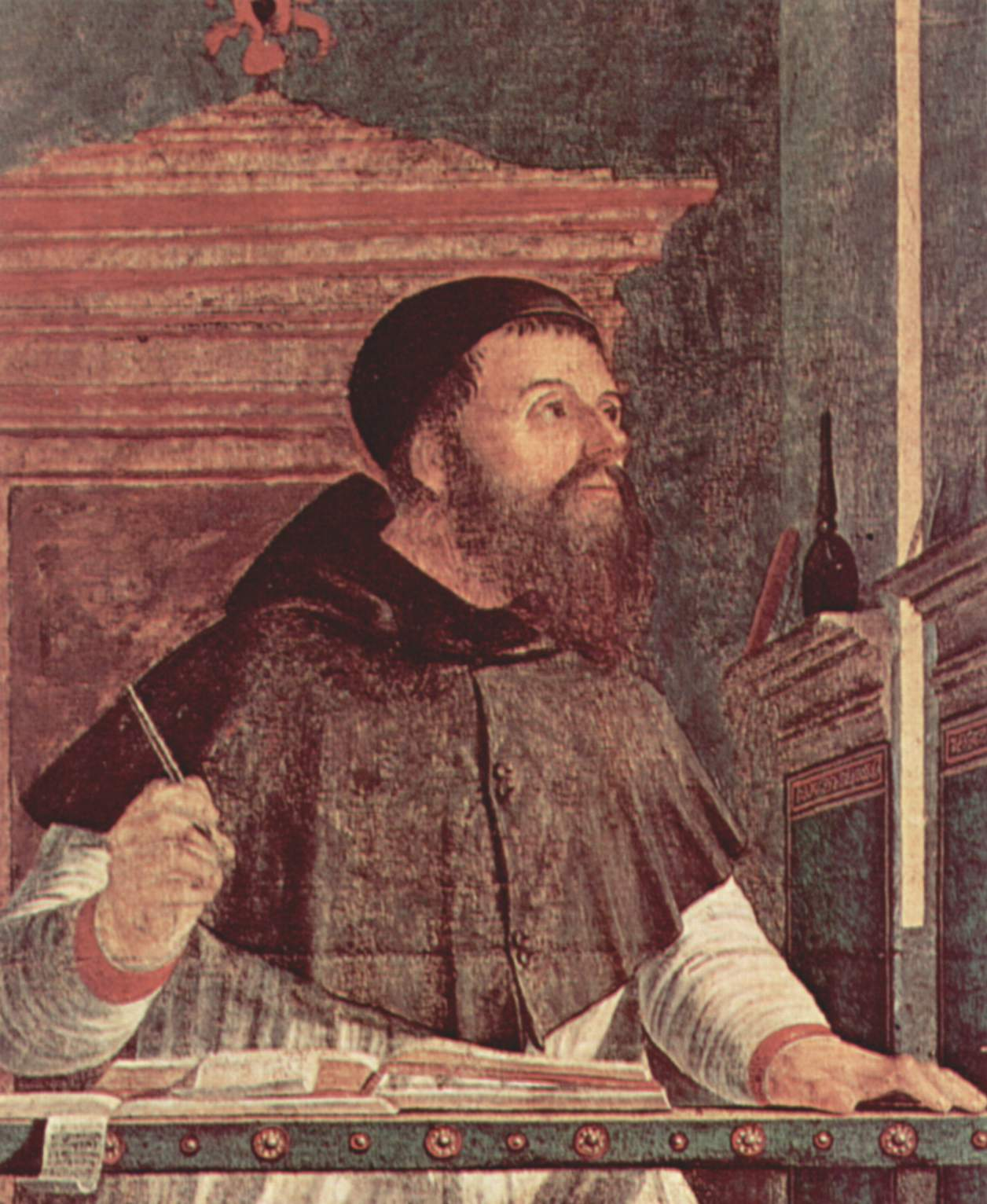
Dettaglio, il santo

In una stanza più o meno rettangolare, con soffitto dipinto, Agostino sta seduto su una panca poggiata su una pedana rialzata, coperta di tessuto verde e profilata da borchie, dove si trova il banco da studio, retto da una candelabra. Numerosi libri dimostrano i suoi interessi eruditi o musicali, dato che alcuni sono aperti e mostrano righe di pentagramma; da molti di essi pendono le corde segnalibro. Uno stipo si trova incassato nel muro sotto la finestra, con cassetti estraibili e mensole dove si intravedono un fascicolo e una clessidra. La scrivania e la stessa panca sono ingombre di libri dalle preziose rilegature, cofanetti, strumenti per la scrittura e oggetti curiosi, come una campanella e una conchiglia. Davanti alla finestra pende una sfera armillare, mentre anche le modanature decorative della parete sono usate come mensole e vi si trovano vasi, bottiglie e altro. 

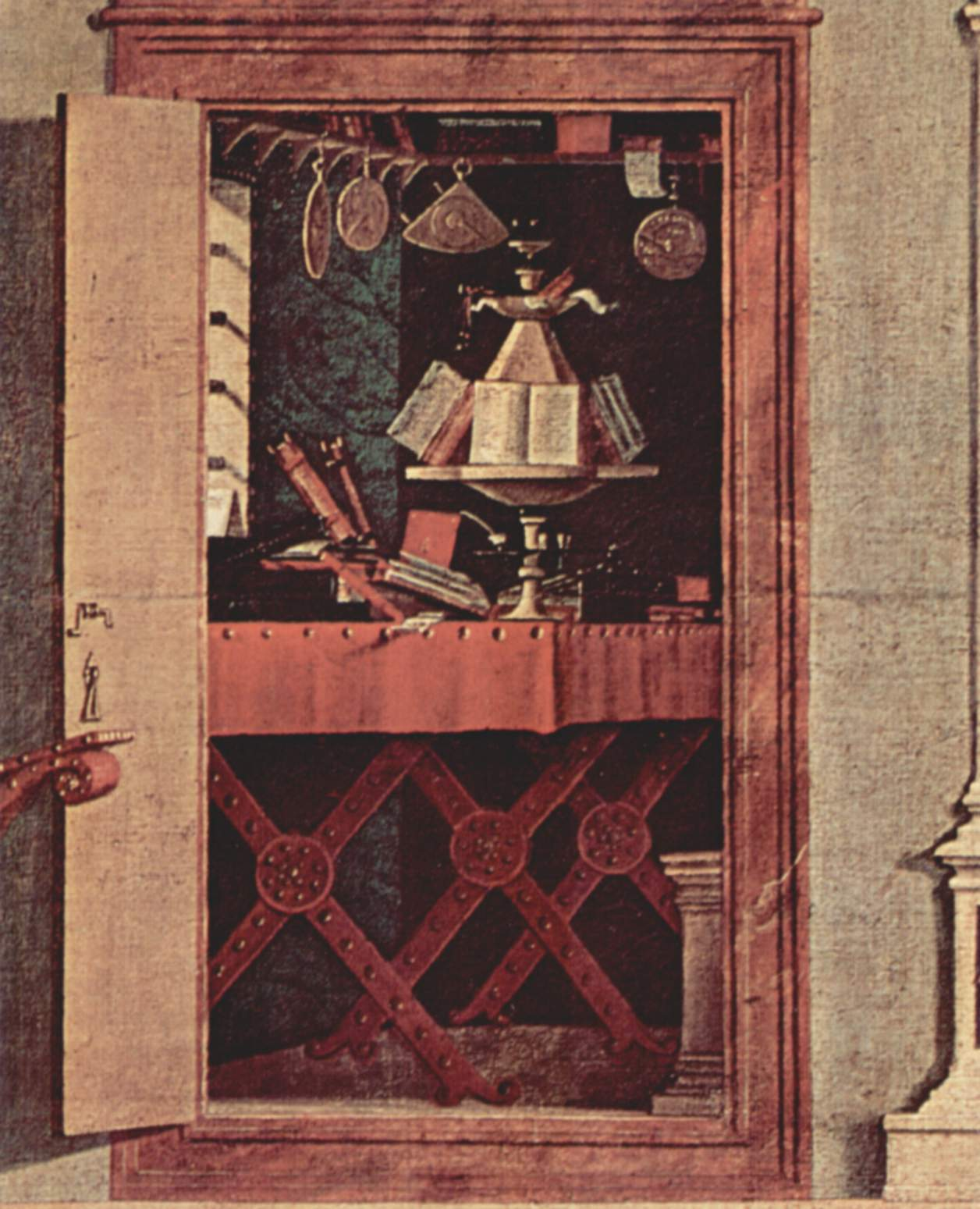
Dettaglio, lo stanzino

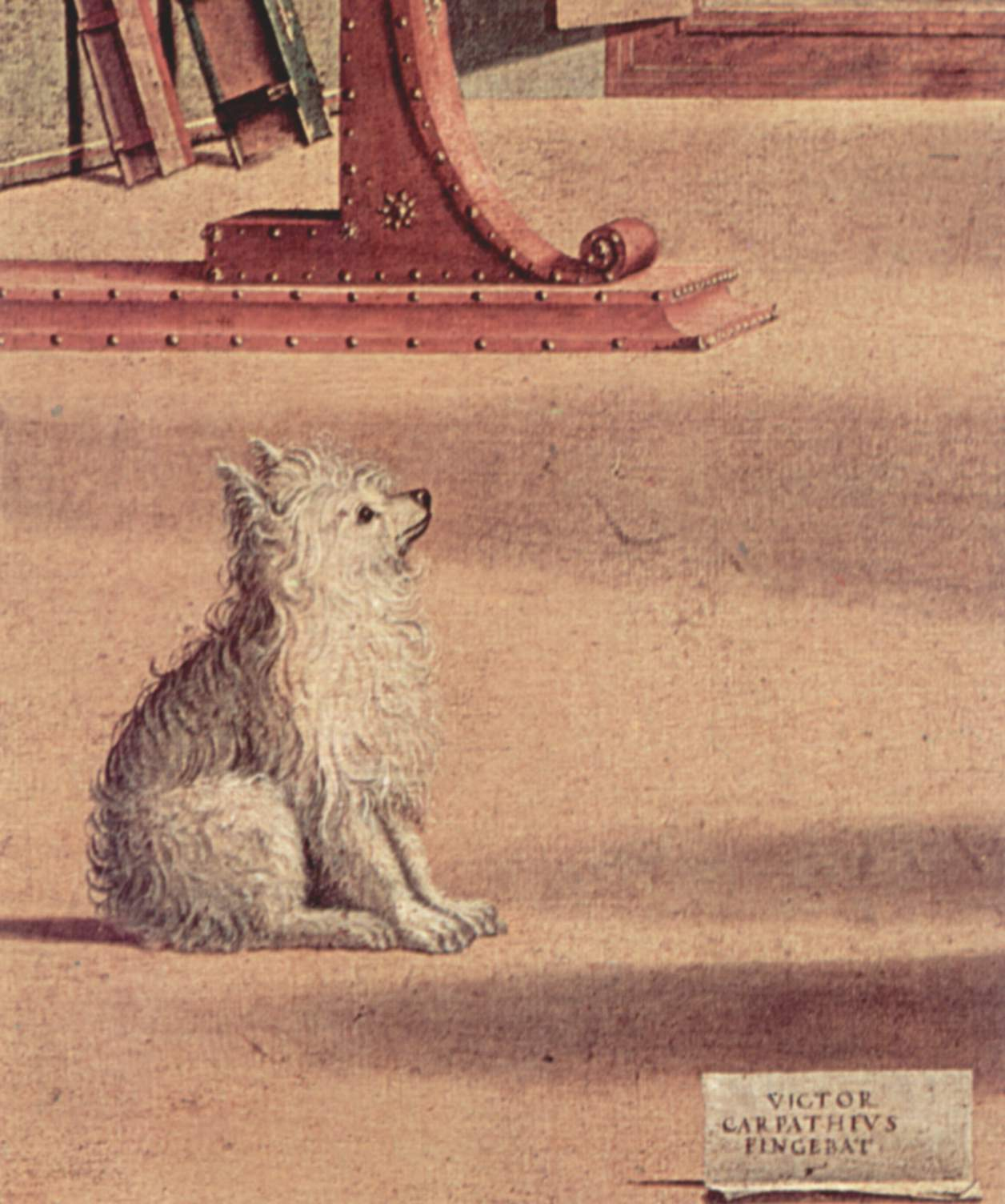
dettaglio, il cagnolino

Al centro della stanza si apre una nicchia con altare, nel quale, come mostra la tenda scostata, Agostino tiene gli oggetti liturgici. Sull'altare campeggia la statua di un cristo solenne e ieratico che si erge col vessillo crociato, simbolo del trionfo (non è un BATTISTA come scritto precedentemente) entro il catino della semicupoletta decorato da mosaici dorati in stile veneziano-bizantino. Qui si trovano anche le vesti da vescovo di Agostino: la mitria e il bastone pastorale, oltre a un incensiere appeso e due candelabri. Ai lati dell'altare si trovano due portali gemelli, finemente decorati in stile rinascimentale. Quello di sinistra è aperto e mostra una stanzetta con una propria finestrella, secondo il gusto per le molteplici fonti di illuminazione derivate dall'arte fiamminga e ben popolari a Venezia dopo l'esempio dato da Antonello da Messina (in particolare nel San Girolamo nello studio, che probabilmente Carpaccio vide e studiò). Qui, su un tavolo retto da tre coppie di gambe incrociate e coperto da una tovaglia rossa, si trovano numerosi altri strumenti dello studioso: ancora numerosi libri, alcuni appoggiati su un leggio monastico, e, sulla mensola che corre lungo il perimetro della stanza, vari strumenti astronomici e scientifici, tra cui un quadrante e il famoso astrolabio di Regiomontano posseduto a quel tempo solo da Giovanni Bessarione, a cui Carpaccio probabilmente si ispirò come incarnazione vivente del santo studioso.
Lungo la parete sinistra si trovano altre due lunghe mensole: una inclinata, dove sono appoggiati in sequenza un numero straordinario di libri, dalle copertine in sgargianti colori; una piana dove si trova una collezione di anticaglie, con vasi, bronzetti, e altri oggetti. In alto si trova un reggicandela a forma di zampa leonina (un secondo è in posizione simmetrica dall'altro lato), mentre in basso, oltre ad alcuni volumi di notevole mole, si vede su una pedana un sedile e un inginocchiatoio per la meditazione.
Al centro della stanza si trova un cagnolino Volpino Italiano e, poco più in là, il cartiglio con la firma dell'artista e la data.

## Stile
L'interno è riprodotto con una spazialità razionale in cui trova posto un'amorosa cura del dettaglio. Luce dorata e colore denso garantiscono l'unificazione di tutti gli elementi, creando quella particolare sensazione atmosferica che fa percepire l'"aria" nel dipinto. Gli effetti luminosi hanno anche un preciso ruolo narrativo, quale emanazione miracolosa, e generano ombre scure sul pavimento.

## Altre immagini

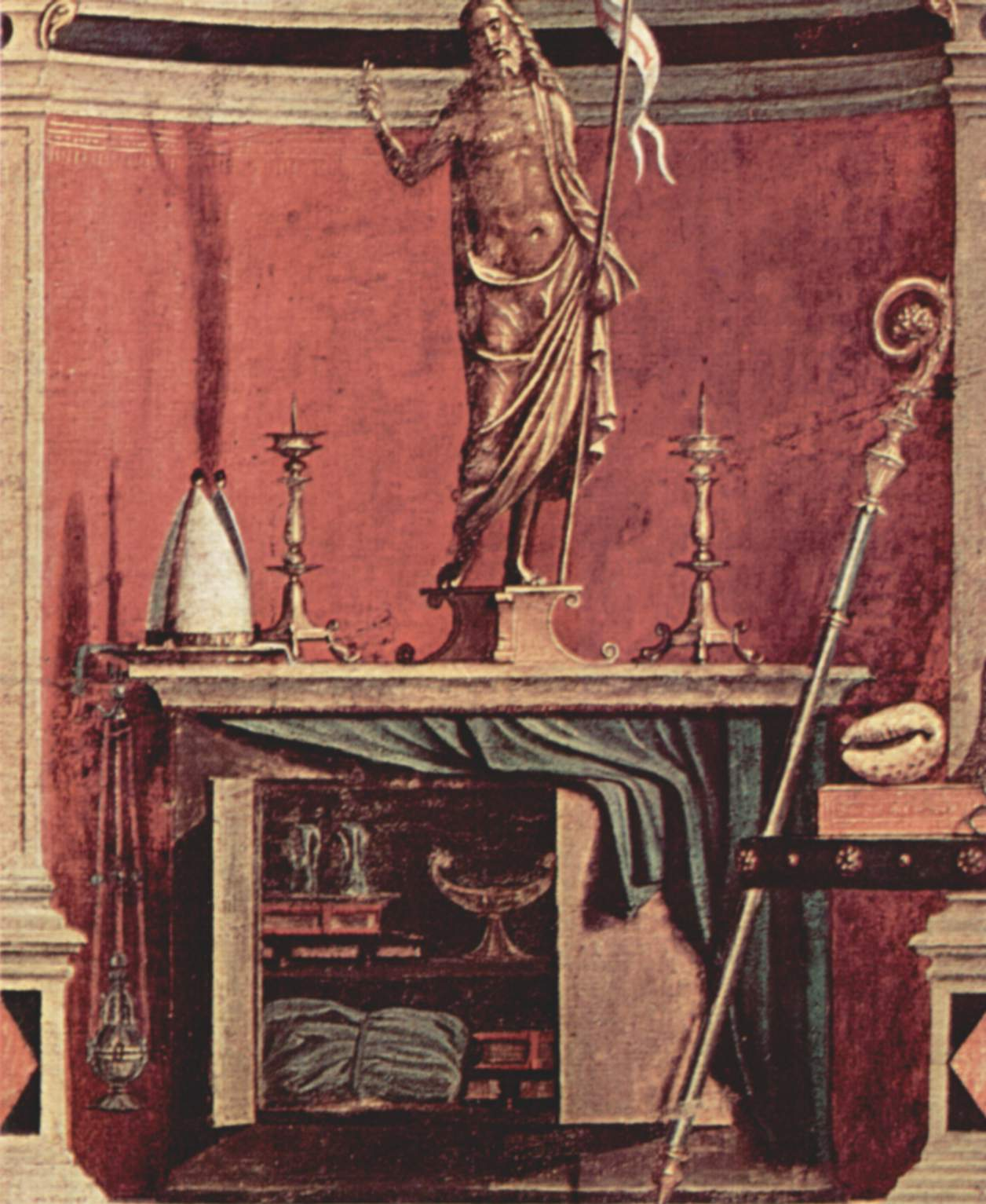
L'altare
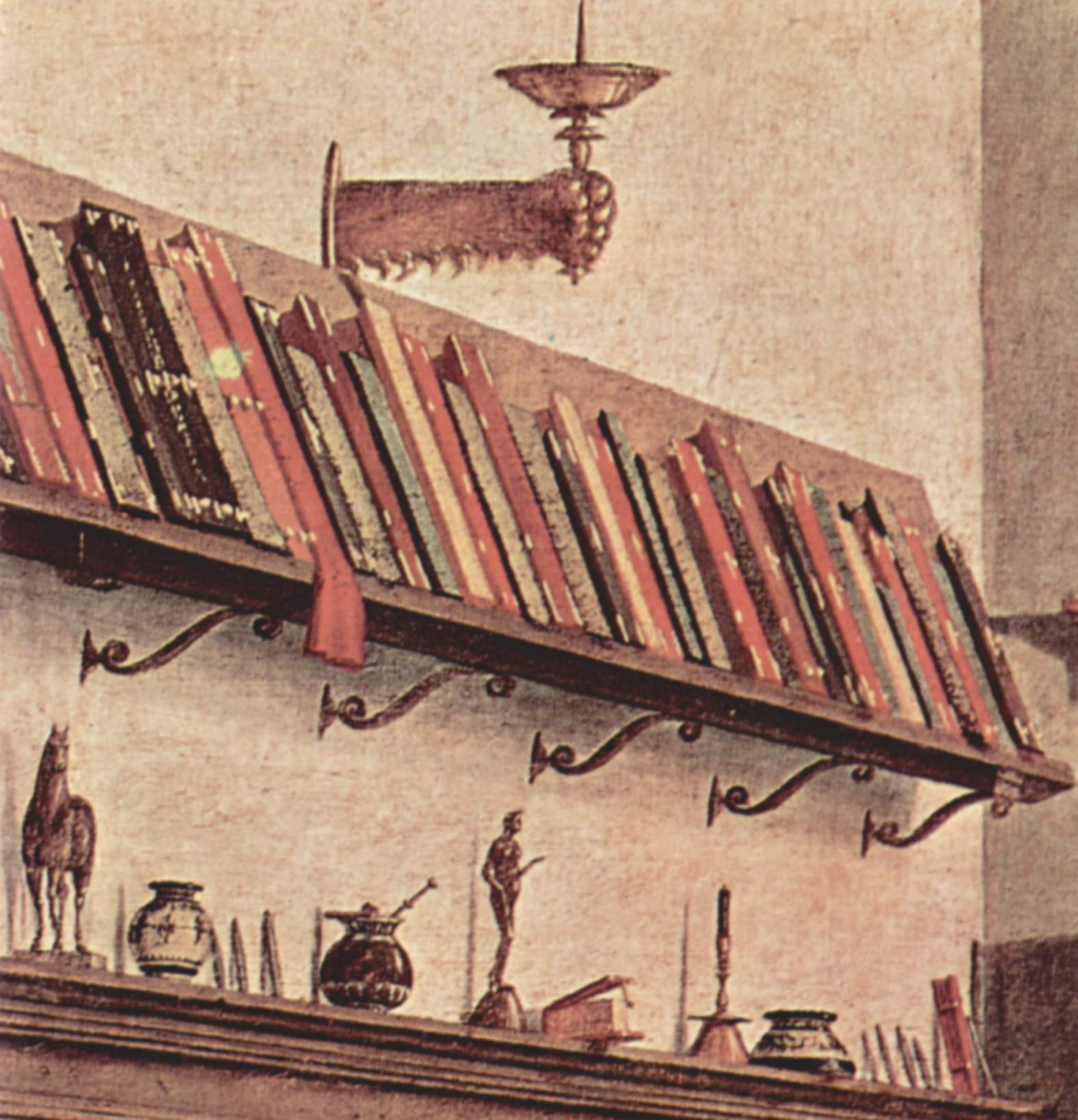
Le mensole
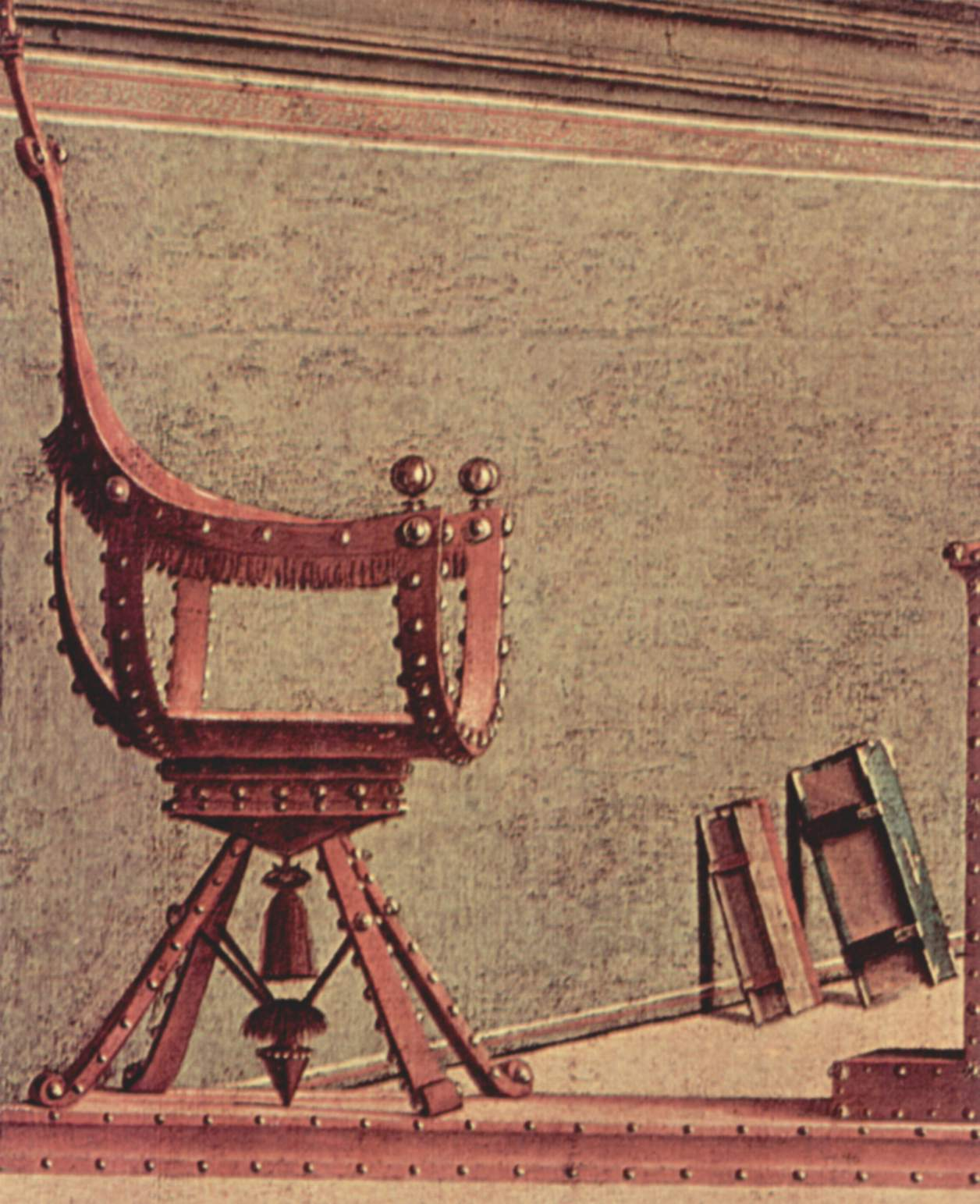
La sedia
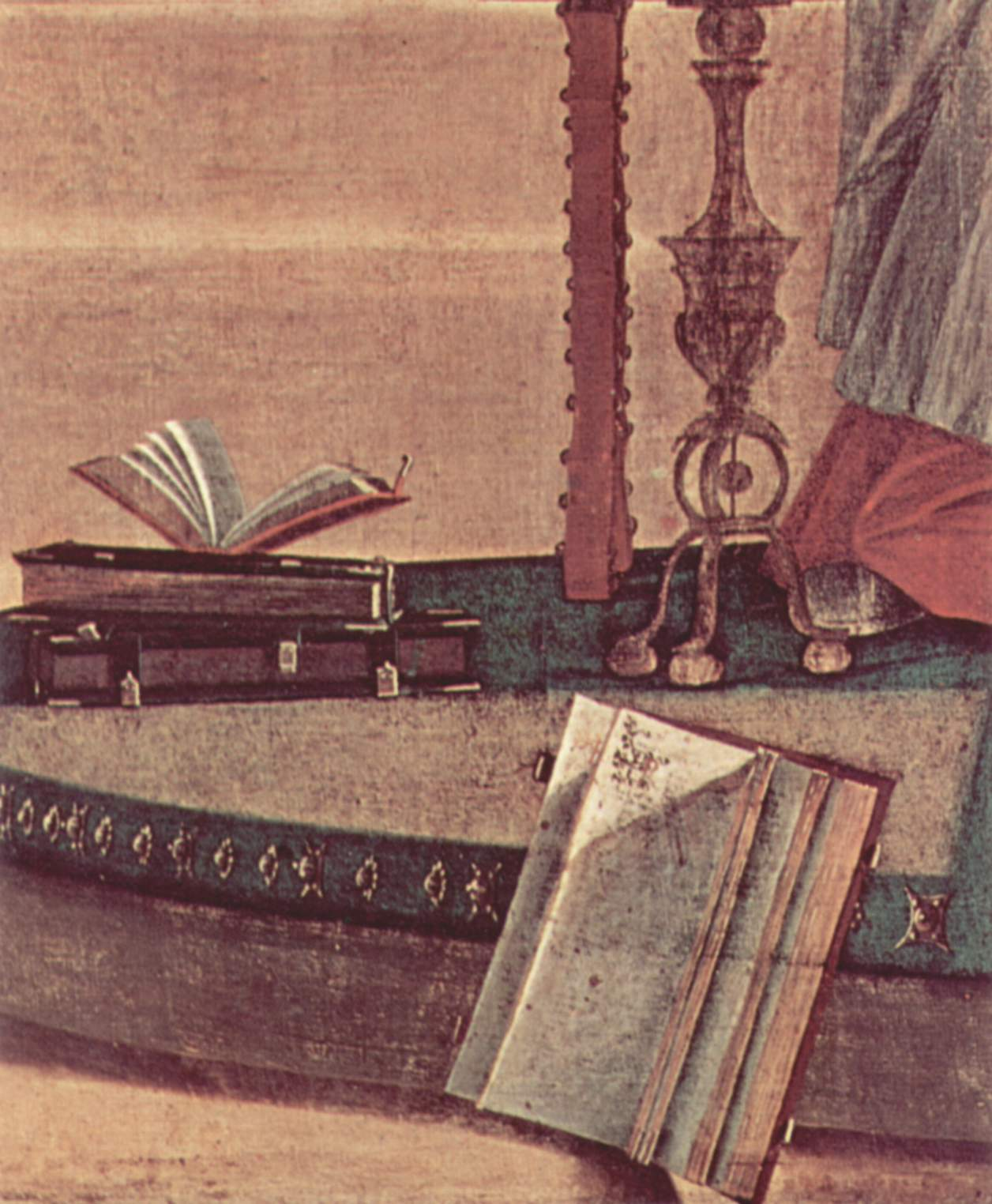
La pedana
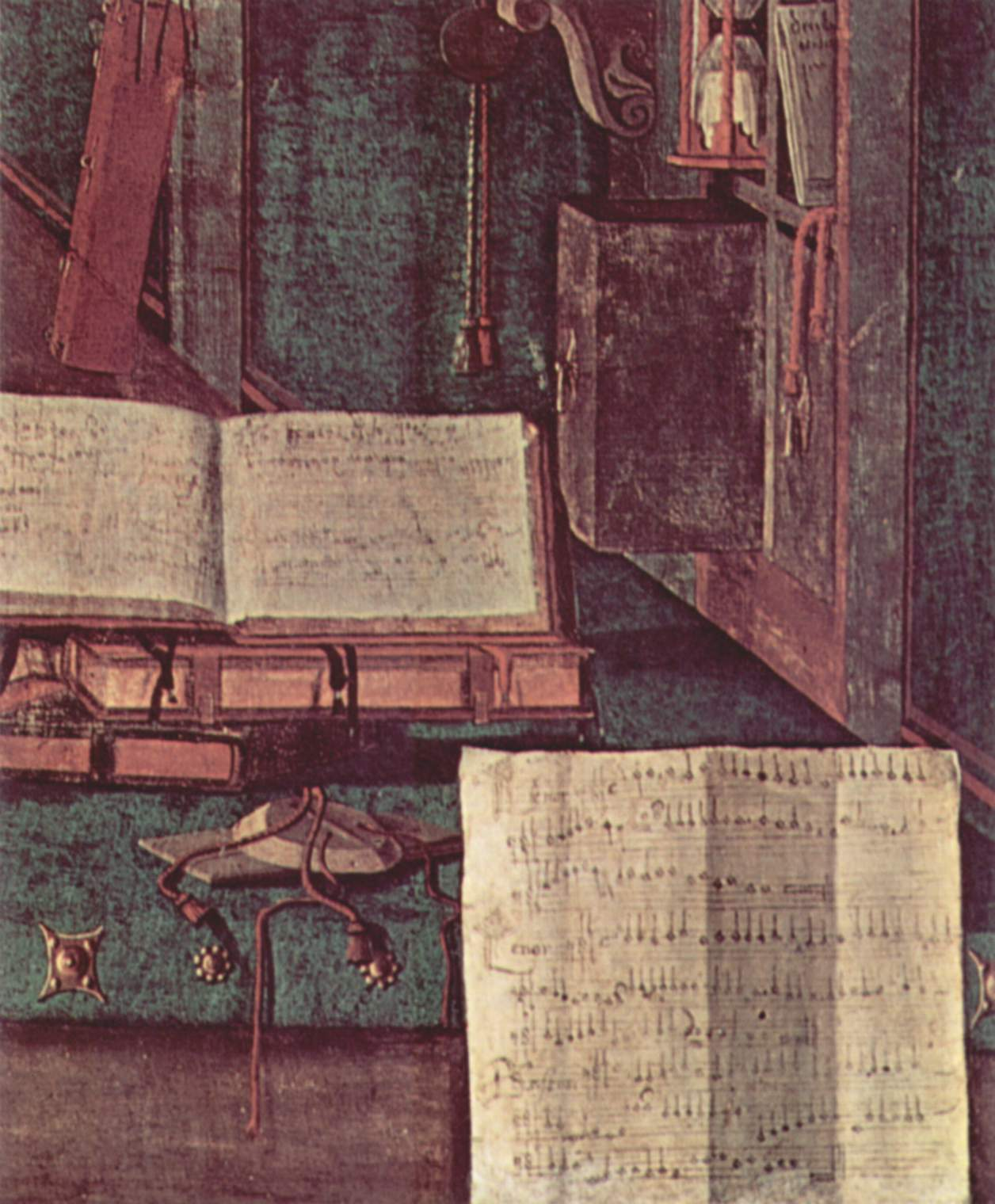
La pedana e il libro musicale
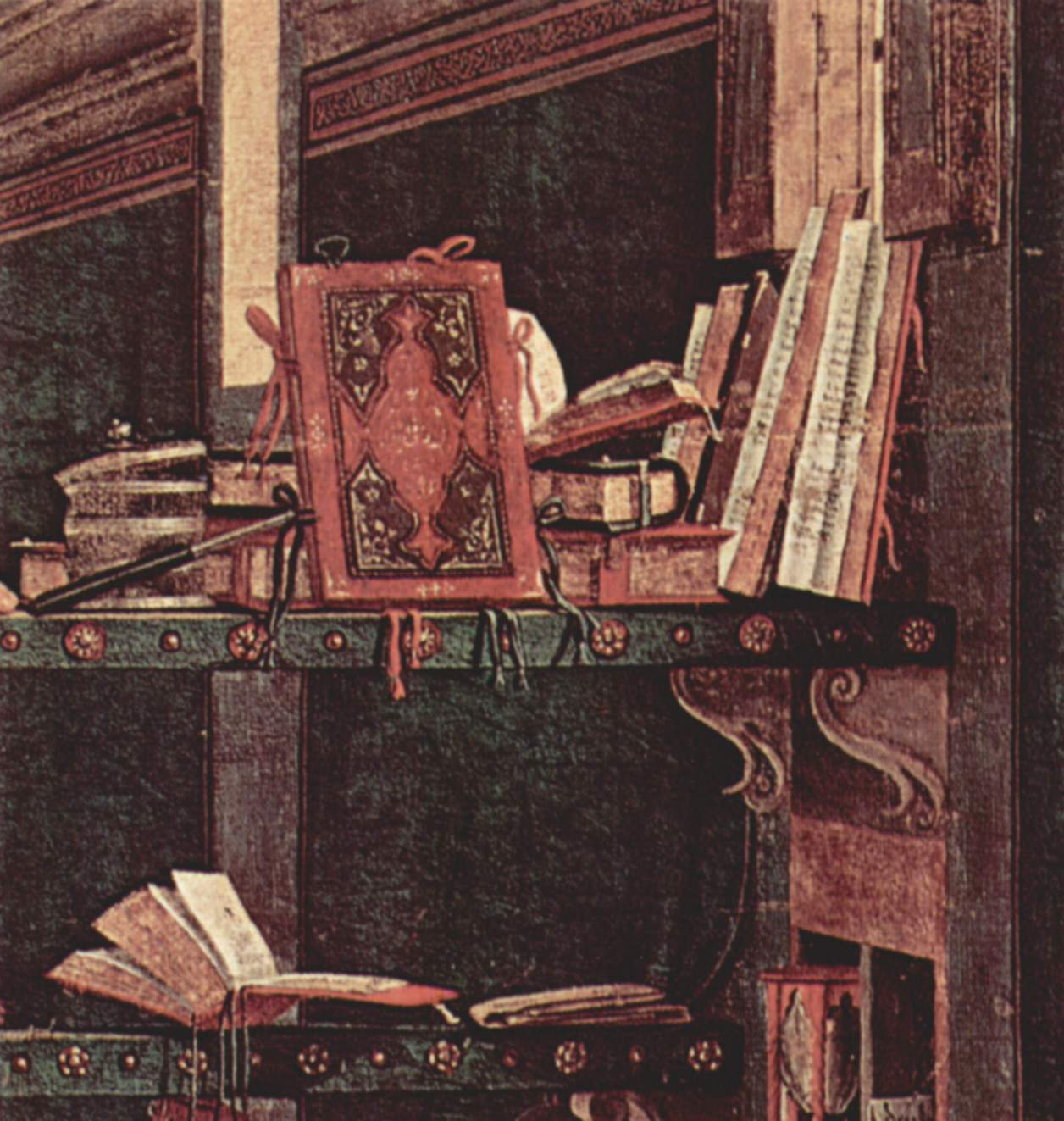
La scrivania
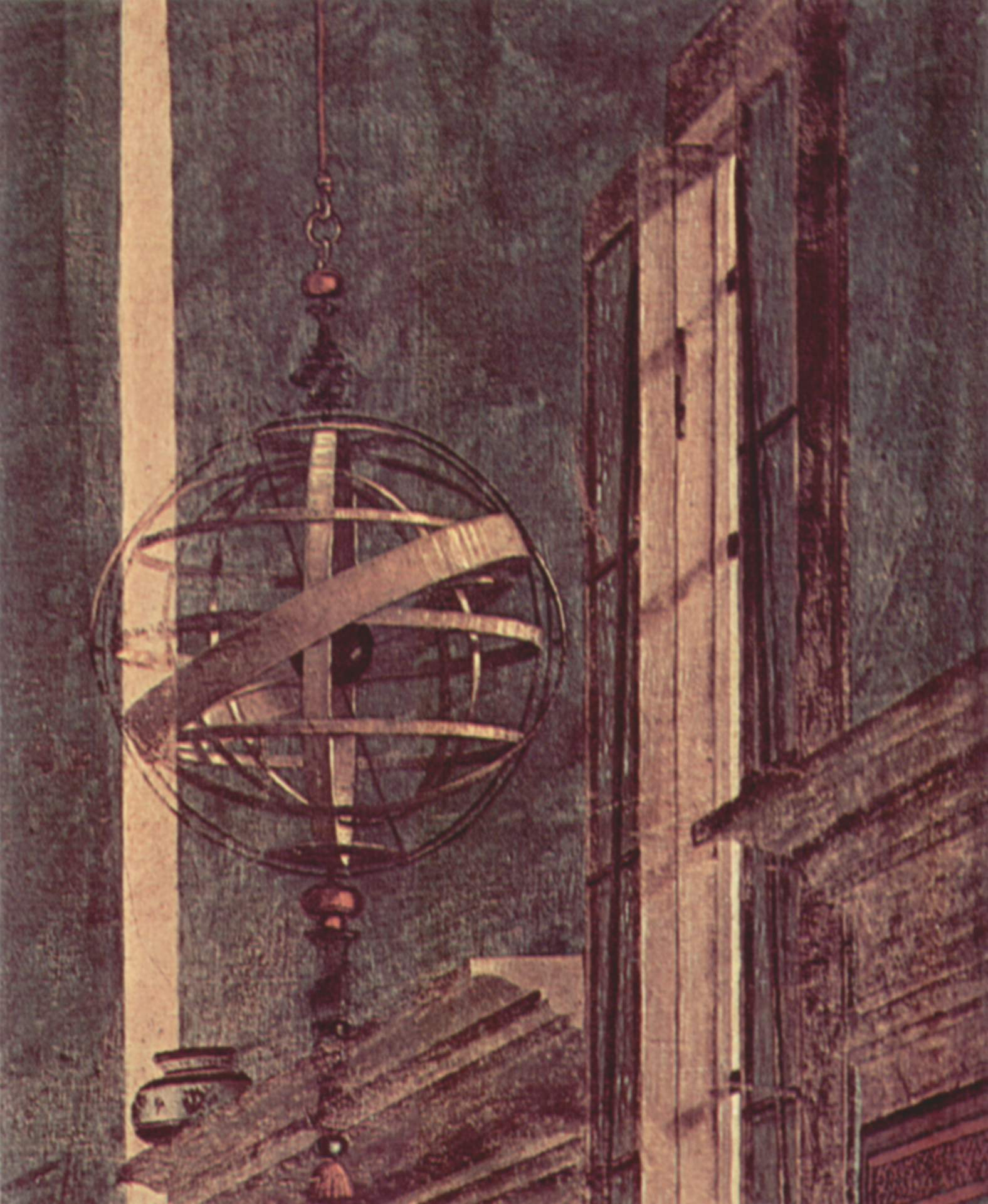
La sfera armillare